# Campo di concentramento di Sereď
Il campo di concentramento di Sereď fu un campo di lavoro e di transito costruito durante la seconda guerra mondiale in Slovacchia. Inizialmente fu fondato come campo di lavoro per la popolazione ebraica nel settembre 1941, nel settembre 1944 fu rilevato dalle SS.

## Storia

### Il campo di lavoro

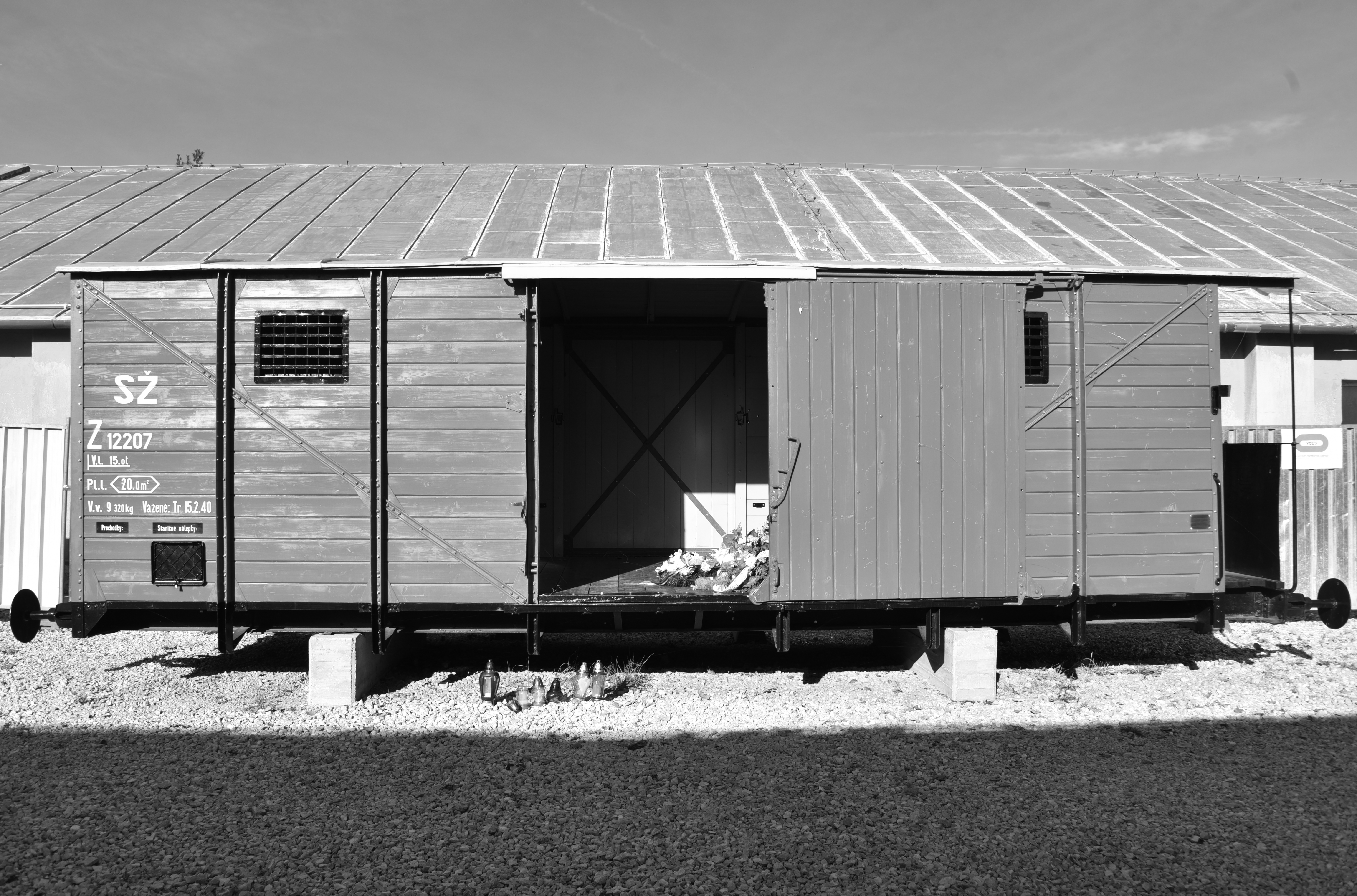
Carro merci usato per deportare gli ebrei slovacchi

Il Decreto governativo n. 198/1941 del 9 settembre 1941 riguardò la condizione giuridica degli ebrei. Noto anche come "Codice ebraico", il decreto privò la popolazione ebraica di tutti i diritti umani e civili nella Slovacchia: secondo il decreto, gli ebrei di età compresa tra i 16 e i 60 anni furono obbligati a svolgere il lavoro come ordinato dal Ministero dell'Interno slovacco. Entro un mese dall'emanazione del decreto, il Ministero fondò un campo di internamento e di lavoro per gli ebrei a Sereď.
Il campo fu costituito da diverse manifatture, che producevano prodotti di falegnameria, giocattoli, abbigliamento e altri beni, sorvegliato dalla Guardia Hlinka e dal marzo 1944 dalla gendarmeria slovacca. Durante la prima ondata di deportazioni in Slovacchia, il campo funse da centro di detenzione temporanea per i cittadini deportati. In totale furono deportate 4 463 persone da Sereď negli altri campi di lavoro forzato della Polonia occupata; la maggior parte di loro non sopravvisse.
Gli ultimi due trasporti che lasciarono Sereď durante questo periodo trasportarono i pazienti dell'ospedale ebraico locale, insieme ai disabili fisici e mentali dei vari istituti medici. Dopo la partenza di questo trasporto, le condizioni nel campo migliorarono: in questa fase successiva, Sereď fu sorvegliato dalla polizia locale, che aprì i cancelli e lasciò scappare gli ebrei rimasti dopo l'inizio della rivolta nazionale slovacca.

### Il campo di concentramento
Nel settembre 1944, Sereď fu trasformato in un campo di concentramento sorvegliato dalle SS sotto il comando di Franz Knollmayer. Il nuovo contingente delle SS continuò a commettere gravi atrocità contro i prigionieri, tra cui torture, omicidi e stupri (sebbene fossero considerati una violazione delle leggi sull'igiene razziale). Entro la fine di settembre, Knollmeyer fu sostituito da Alois Brunner, a cui fu conferito il mandato di risolvere definitivamente la "questione ebraica" in Slovacchia.
Sereď divenne il principale campo di concentramento per una seconda ondata di deportazioni: furono imprigionati separatamente soldati dell'esercito insurrezionalista slovacco, partigiani e altre persone accusate di sostenere la rivolta. Brunner organizzò 11 trasporti ferroviari per deportare i prigionieri ad Auschwitz, Sachsenhausen, Ravensbrück e Theresienstadt. L'ultimo trasporto lasciò Sereď il 31 marzo 1945, poco prima della sua liberazione da parte dell'Armata Rossa.

## Eredità

### Museo dell'Olocausto di Sereď
I campi di lavoro e di concentramento di Sereď costituiscono un monumento culturale nazionale della Repubblica Slovacca. È l'unico complesso di campi conservato nel suo genere in Slovacchia (Nováky e Vyhne non sono stati conservati). Il Museo dell'Olocausto di Sereď, situato nel campo, contiene le esposizioni relative alla cultura ebraica, alla vita nel campo e all'Olocausto.

### Approfondimenti
- (SK) Ján Hlavinka e Eduard Nižňanský, Pracovný a koncentračný tábor v Seredi 1941-1945, Bratislava, DSH, Dokumentačné Stredisko Holokaustu, 2010, ISBN 978-80-969857-3-9.
- Denisa Nešťáková, The Jewish Centre and Labour Camps in Slovakia In Between Collaboration and Resistance, in Karoline Georg, Verena Meier, Paula A. Opperman (a cura di), Papers from the 21st Workshop on the History and Memory of National Socialist Camps and Extermination Sites, Berlino, Metropol, 2019,  pp. 117-145.
- Denisa Nestakova, „Privileged“ Space or Site of Temporary Safety? Women and Men in the Sereď Camp, in Places, Spaces, and Voids in the Holocaust, Wallstein Verlag, 2021,  pp. 313-322, ISBN 978-3-8353-3952-1.